# Kárpátia (zenekar)
A Kárpátia egy 2003-ban alakult magyar nemzetirock-zenekar.

## Története
A Kárpátia zenekar 2003-ban alakult. Kezdetben még 3 tagból állt: Petrás János (basszusgitáros, énekes), Csiszér Levente (gitáros) és Bankó Attila] (dobos). Mindhárman a Cool Head Klan korábbi tagjai voltak. Még ugyanebben az évben megjelent két albuma is: a Hol vagytok, székelyek? és az Így volt! Így lesz!. Nem sokkal később csatlakozott a zenekarhoz Biró Tamás (gitáros) és Galántai Gábor (billentyűs). 2004-ben megjelent a 
Tűzzel, vassal című album. 2005-ben a Hősi énekek, 2006-ban a Piros, fehér, zöld, 2007-ben az Istenért, hazáért, 2008-ban pedig az Idők szava jelent meg, melyen Garamvölgyi-Bene Beáta (furulyás) is közreműködött. Ettől kezdve ő is rendszeresen részt vett a koncerteken, az idők folyamán ő is teljes jogú taggá vált. 
2009-ben egy feldolgozásalbumot jelentettek meg, amelyen szimfonikus átiratban hallhatók a korábban már népszerűvé vált dalok. Pár hónapra rá megjelent a Szebb jövőt! c. album. 2010-ben megjelent az Utolsó percig c. album, melyen hallható a Himnusz rockzenei átiratban. 2011-ben ismét egy feldolgozásalbumot jelentettek meg Bujdosók címmel, melyen népzenei átdolgozások hallhatók. 2011-ben Csiszér Levente családi okok miatt, Biró Tamás pedig máig nem ismert okból kifolyólag elhagyta a zenekart, helyettük Bäck Zoltán és Szíjártó Zsolt játszik a gitáron. Bäck a Cool Head Klan előzenekarában játszott, Molics Zsolt ajánlotta a Kárpátiának. 2011. augusztus 20-án megjelent a Justice for Hungary című album. Rá egy évre, 2012. augusztus 20-án a Rendületlenül című album jelent meg, melyen a csellószólamokat Egedy Piroska játszotta. Sorsa hasonlóan alakult, mint Bene Beátáé, állandó taggá vált a koncerteken és a lemezek elkészítésekor is.
2013. március 14-én Petrás Jánost a Magyar Érdemrend Lovagkeresztjével tüntették ki. Azt nyilatkozta, hogy bár a díjat ő maga vette át, az elismerés az egész zenekart és az összes rajongót megilleti. 2013-ban, a zenekar tízéves fennállásának tiszteletére az új – A Száműzött című – albumon szereplő négy dalhoz videóklipet forgattak. A klipeket május 9-én, május 23-án, június 6-án és augusztus 16-án tették közzé a YouTube-on, az album idén is augusztus 20-án került a (zárt) boltokba. Június 10-én megjelent a zenekar első válogatásalbuma Legio címmel, melyen 18 dal szerepel, főként lengyelek számára. Hazánkban csak limitált példányszámban vásárolható.
2013-ban a Kárpátiával készült el az első magyar 3D koncertfilm, mely szabadon megtekinthető a YouTube videómegosztón. 2014 májusában egy újabb klip került fel az internetre, a Bátraké a Szerencse című új albumról. Hasonlóan a tavalyi évhez ebben az évben is felkerült három klip a lemez megjelenése előtt, azonban nem 2, hanem 4 heti rendszerességgel. Az album összes dalát 2014. augusztus 15-én hivatalosan feltöltötték a YouTube videómegosztóra, illetve a lemezek a boltokba is bekerültek. A zenekar 2015-ben egy új lemezzel készült a rajongók számára, amelyet a szokásokhoz híven augusztus 20. környékén jelentettek meg. Mindemellett bejelentették, hogy a két hölgy, Bene Beáta és Egedy Piroska, akik már évek óta, számos koncert alkalmával együtt játszottak a csapattal, hivatalosan is tagjaivá váltak a zenekarnak.

## Dalaik

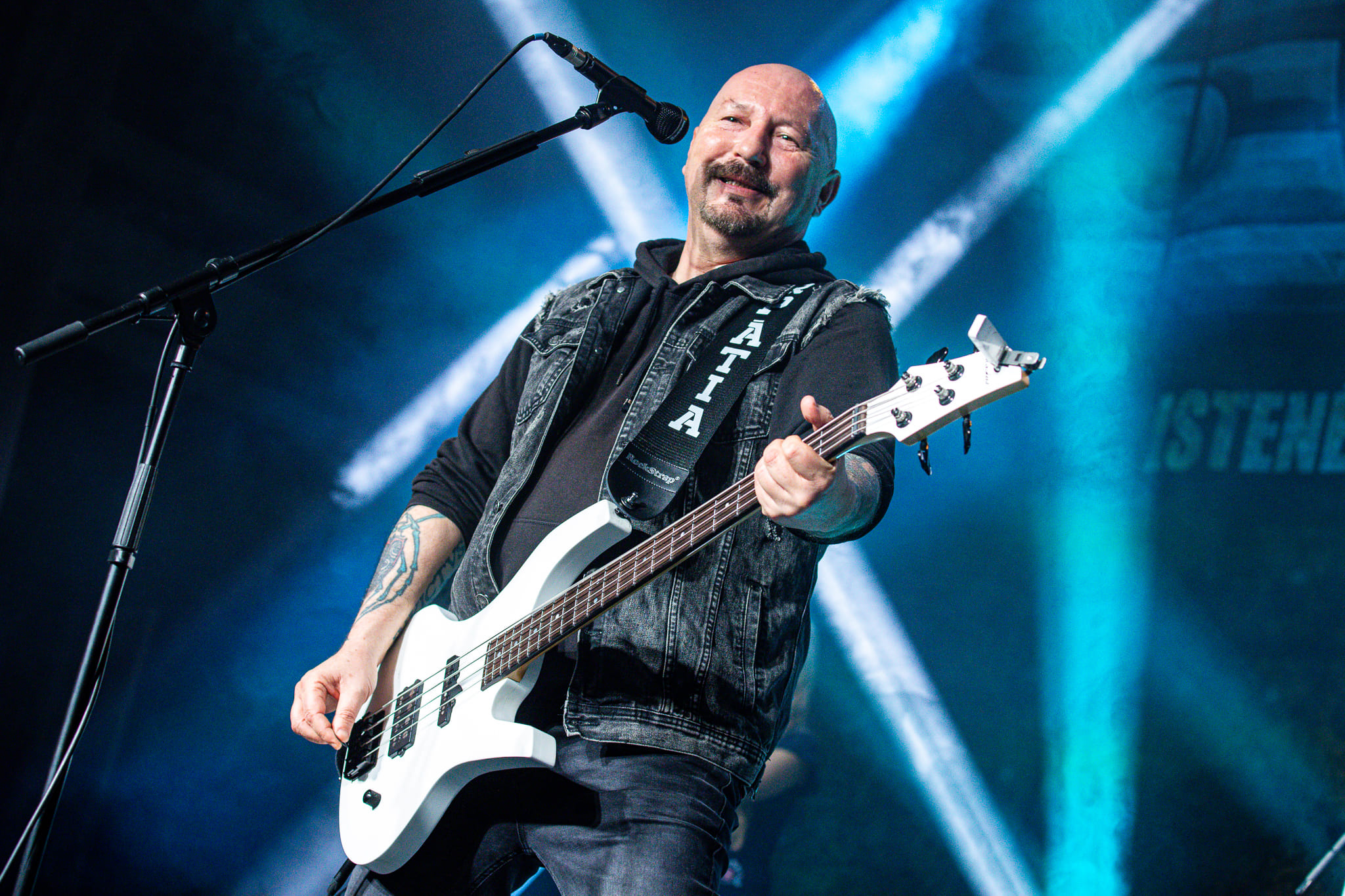
Petrás János, 2024

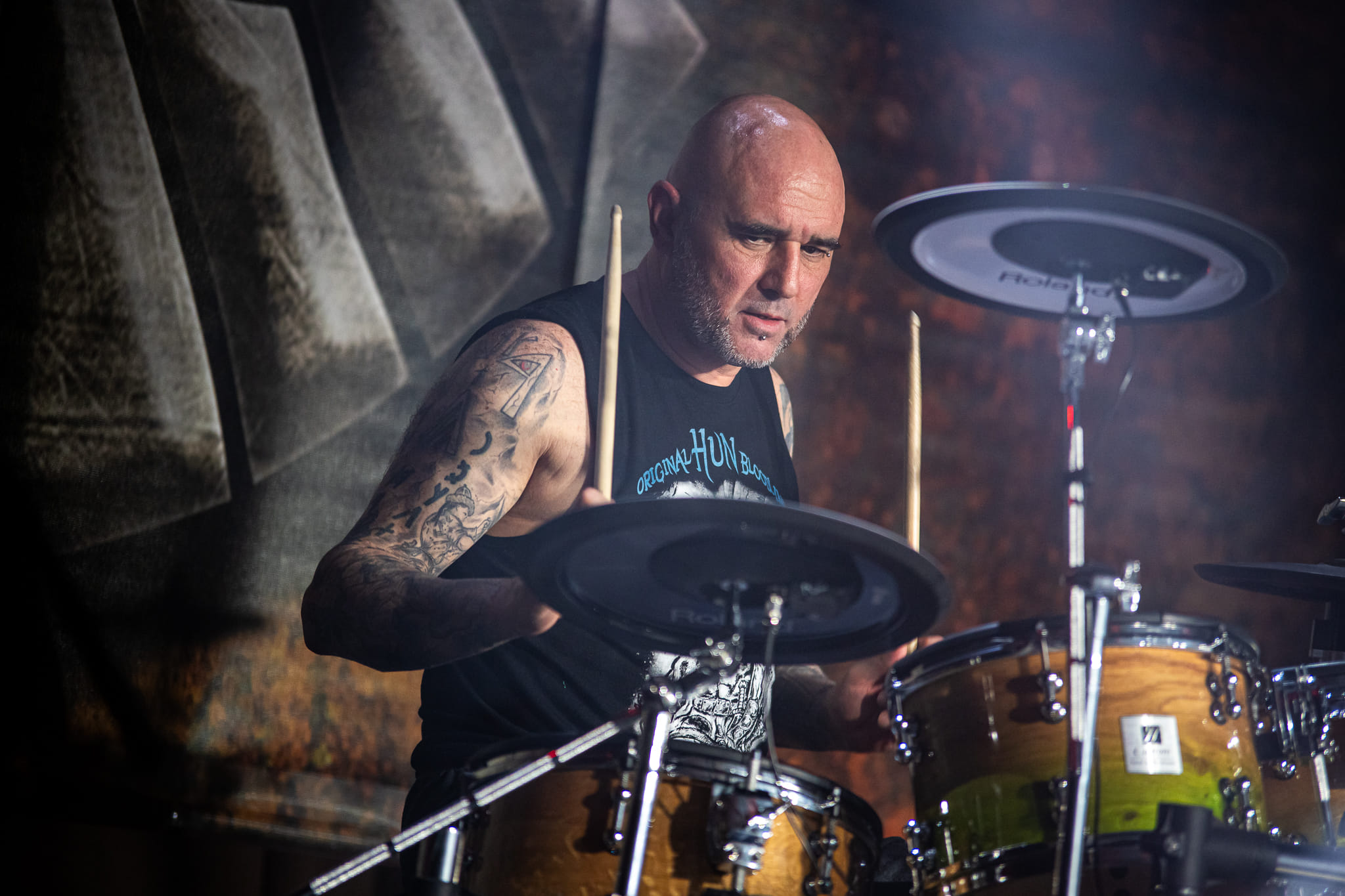
Bankó Attila, 2024

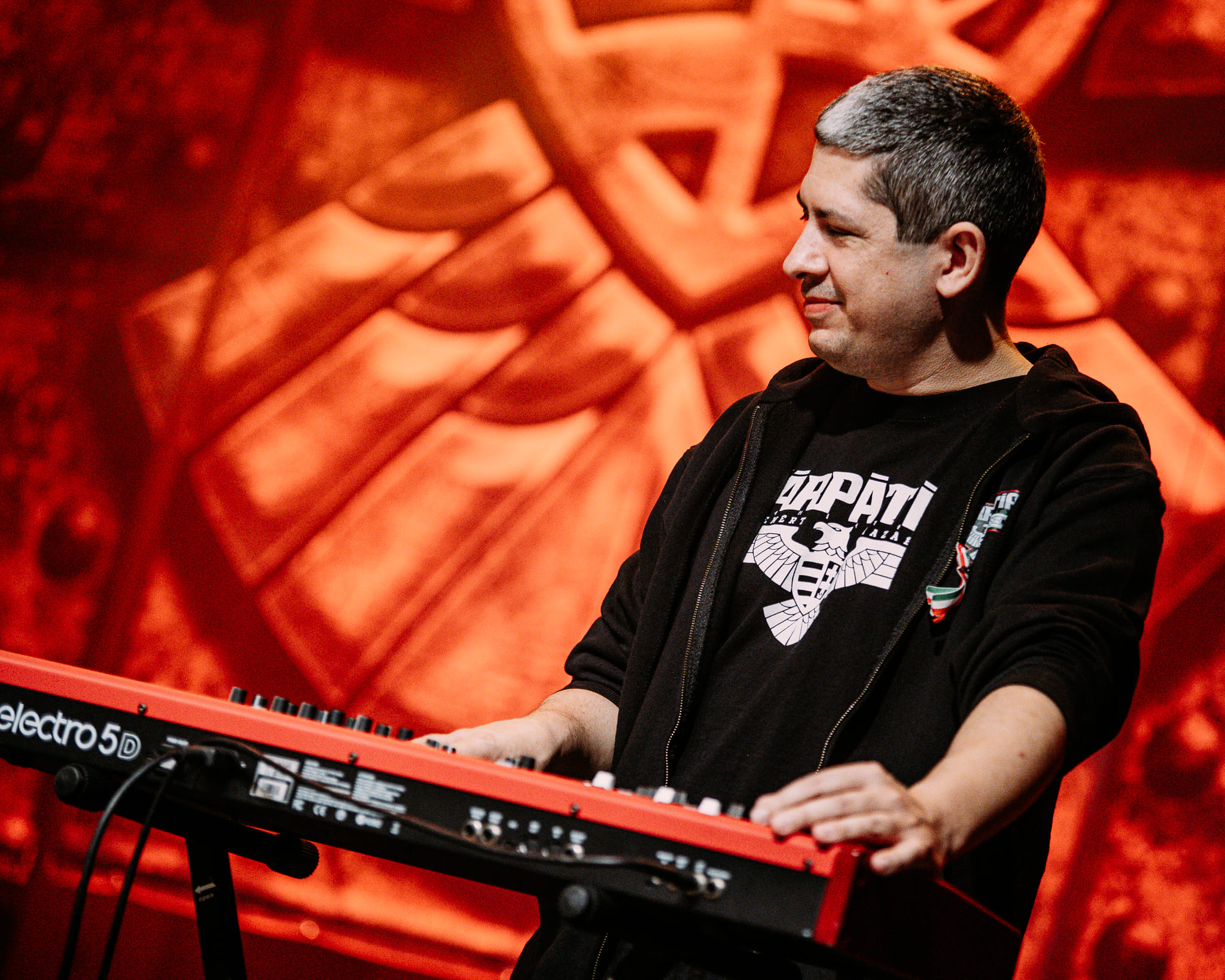
Galántai Gábor, 2024

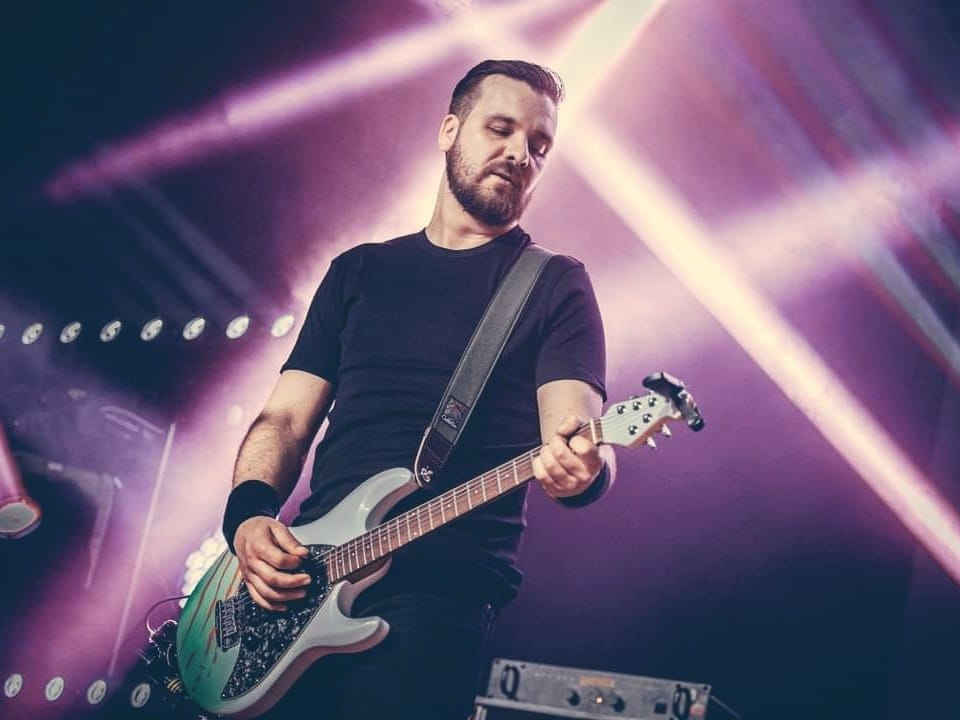
Bäck Zoltán, 2024

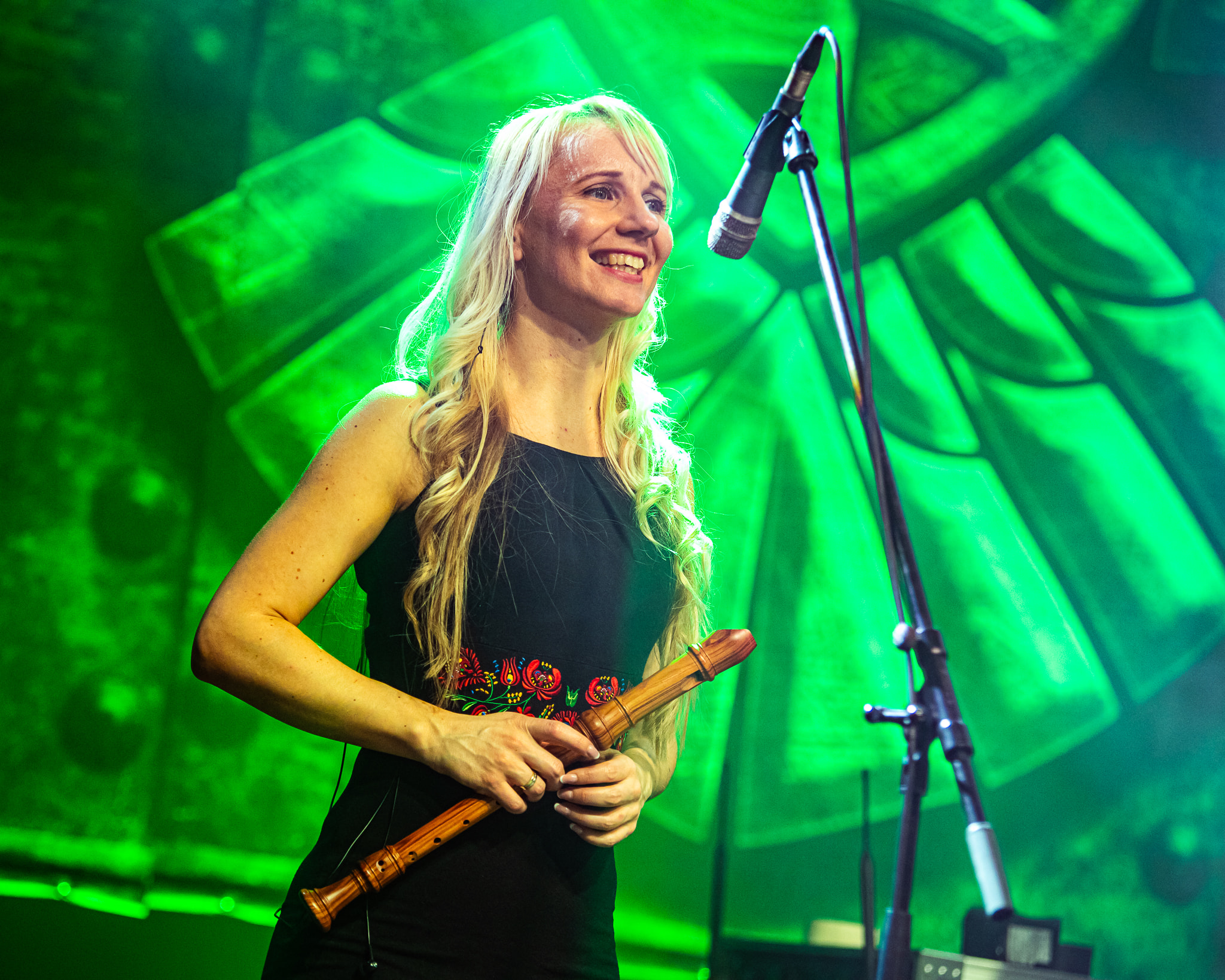
Garamvölgyi-Bene Beáta, 2024

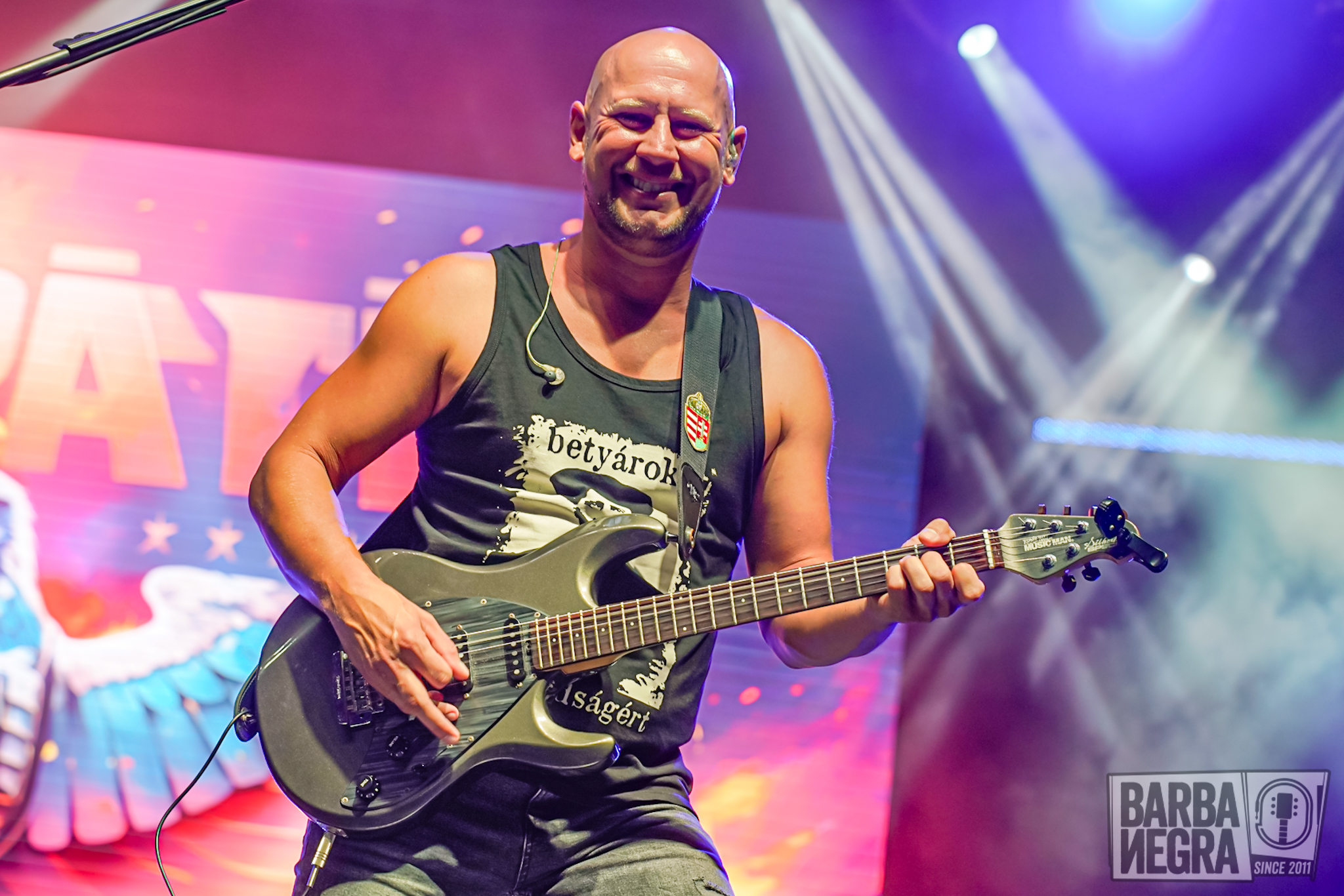
Sipos Barnabás, 2024

A Kárpátia egyaránt ír saját dalokat és dolgoz fel régi magyar dalokat. A témát tekintve történelmi események, esetleg egy-egy könyv a megihletőjük. Talán a legnépszerűbb, de mindenképpen a legismertebb nemzeti rockzenekar. Leggyakrabban nacionalista, a nemzeti öntudaton és büszkeségen alapulnak szövegeik, de minden dalukban vannak utalások.
Népszerűségüket valószínűleg a 2002 és 2010 között uralkodó helyzetnek is köszönhetik. A 2006 októberében történt zavargások, amik végül véres összecsapásokba torkollottak, őket is megérintették. A "Barátom mondd merre vagy" című dalt ennek alkalmából írták, a dalban több sor is erre emlékezteti a hallgatóságot. "Ronggyá ázott ruhámban, fegyverek célpontjában, A fél szemem aszfaltra fagy, barátom mondd merre vagy." Ez a sor például arra a fiatalra utal, aki valóban otthagyta fél szemét az utcán.

## Lemezeik
| Év   | Album                               |
| ---- | ----------------------------------- |
| 2003 | Hol vagytok, székelyek?(középlemez) |
| 2003 | Így volt! Így lesz!                 |
| 2004 | Tűzzel, vassal                      |
| 2005 | Hősi énekek                         |
| 2006 | Piros, fehér, zöld                  |
| 2007 | Istenért, hazáért                   |
| 2008 | Idők szava                          |
| 2009 | Regnum Marianum                     |
| 2009 | Szebb jövőt!                        |
| 2010 | Utolsó percig                       |
| 2011 | Bujdosók (válogatásalbum)           |
| 2011 | Justice for Hungary!                |
| 2012 | Rendületlenül                       |
| 2013 | Legio (válogatásalbum)              |
| 2013 | A Száműzött                         |
| 2014 | Bátraké a Szerencse                 |
| 2015 | Tartsd szárazon a puskaport         |
| 2016 | Territórium                         |
| 2017 | Europica – Part One                 |
| 2018 | Isten kegyelméből                   |
| 2019 | Egyenes gerinccel                   |
| 2019 | Bujdosók II (válogatásalbum)        |
| 2020 | 1920                                |
| 2021 | Csatazaj                            |
| 2022 | Koncert                             |
| 2023 | Napkelettől napnyugatig             |
| 2024 | Legendárium                         |
| 2024 | Europica – Part Two                 |
| 2025 | Hazafi                              |

## Felállások
| Időszak   | Felállás | Kiadványok |
| --------- | --- | --- |
| 2003–2004 | - Petrás János – ének, basszusgitár - Csiszér Levente – elektromos gitár, akusztikus gitár, vokál - Bankó Attila – dobok | - Hol vagytok, székelyek? (2003) - Így volt! Így lesz! (2003) |
| 2004–2008 | - Petrás János – ének, basszusgitár - Csiszér Levente – elektromos gitár, akusztikus gitár, vokál - Biró Tamás – elektromos gitár, vokál - Galántai Gábor – billentyűsök - Bankó Attila – dobok                                                                    | - Tűzzel, vassal (2004) - Hősi énekek (2005) - Piros, fehér, zöld (2006) - Istenért, hazáért (2007) |
| 2008–2011 | - Petrás János – ének, basszusgitár - Csiszér Levente – elektromos gitár, akusztikus gitár, vokál - Biró Tamás – elektromos gitár, vokál - Galántai Gábor – billentyűsök - Bankó Attila – dobok - Bene Beáta – furulya                                             | - Idők szava (2008) - Regnum Marianum (2009) - Szebb jövőt! (2009) - Utolsó percig (2010) |
| 2011      | - Petrás János – ének, basszusgitár - Csiszér Levente – elektromos gitár, akusztikus gitár, vokál - Bäck Zoltán – elektromos gitár, vokál - Galántai Gábor – billentyűsök - Bankó Attila – dobok - Bene Beáta – furulya                                            | - Bujdosók (2011) |
| 2011      | - Petrás János – ének, basszusgitár - Csiszér Levente – elektromos gitár, akusztikus gitár, vokál - Szijártó Zsolt – elektromos gitár, vokál - Bäck Zoltán – elektromos gitár, vokál - Galántai Gábor – billentyűsök - Bankó Attila – dobok - Bene Beáta – furulya | - Justice for Hungary (2011) |
| 2011–2012 | - Petrás János – ének, basszusgitár - Szijártó Zsolt – elektromos gitár, vokál - Bäck Zoltán – elektromos gitár, akusztikus gitár vokál - Galántai Gábor – billentyűsök - Bankó Attila – dobok - Bene Beáta – furulya                                              | - |
| 2012–2022 | - Petrás János – ének, basszusgitár - Szijártó Zsolt – elektromos gitár, vokál - Bäck Zoltán – elektromos gitár, akusztikus gitár, vokál - Galántai Gábor – billentyűsök - Bankó Attila – dobok - Bene Beáta – furulya - Egedy Piroska – cselló                    | - Rendületlenül (2012) - Legio (2013) - A Száműzött (2013) - Bátraké a Szerencse (2014) - Tartsd szárazon a puskaport (2015) - Territórium (2016) - Isten kegyelméből (2018) - Egyenes gerinccel (2019) - Bujdosók II (2019) - 1920 (2020) - Csatazaj (2021) - Koncert (2022) |
| 2022–     | - Petrás János – ének, basszusgitár - Bäck Zoltán – elektromos gitár, akusztikus gitár, vokál - Galántai Gábor – billentyűsök - Bankó Attila – dobok - Bene Beáta – furulya - Sipos Barnabás – elektromos gitár, vokál                                             | - Napkelettől napnyugatig (2023) - Legendárium (2024) - Europica – Part Two (2024) - Hazafi (2025) |

Vastag – Új tag 

Dőlt – 2015-től hivatalos tagok, előtte vendégfellépők voltak

## Érdekességek, elismerések
Petrás János, Csiszér Levente és Bankó Attila korábban a Cool Head Klan tagjai voltak. A Cool Head Clan napjainkban gyakran előzenekara a Kárpátiának. Ezen felül, az "Ugye gondolsz néha rám" katonadalt (sok másik együttessel együtt), illetve a "Vérrel írom" című dal, amit még Petrás írt, mindkét zenekar szokta játszani.
Létezett egy másik formáció is Kárpátia Folkműhely névvel amely 1997-ben alakult "alapvetően Moldva táncait és dalait játszották, melyek később kiegészültek – a közelebbi és távolabbi – környék népzenéivel Bukovinától Törökországig". Megjelent albumai: 2001 Zene Moldvából, 2003 vásár
2007. május 2-ra virradó éjjel ismeretlen tettesek meggyalázták Kádár János volt pártvezető sírját, a közeli Munkásmozgalmi Pantheonra pedig a következő feliratot festették: „Gyilkos és áruló szent földben nem nyughat. 1956–2006” A szöveg idézet az együttes Neveket akarok hallani című zeneszámából.
2007. december 20-án a Bombagyár.hu közösségi blogon bemutatták a zenekar közreműködésével megalkotott Magyar Gárda-indulót.
2008. július 6-án vehették át Pintér Kornéltól a Magyar Vidék ’56-os Szövetség Jubileumi Emlékkereszt
2009-ben Reményadók címmel megjelent Tribute albumon Fegyver a kézbe című Parázsló Hamvak dalát dolgozták fel.
2010 körül került előzenekarként Petrás János látóterébe az Ezüstpatak Zenekar és Szécsi Attial. Attila és Jani közt kialakult barátság és ötletelést követően született meg a gondolat a Bujdosók albumról. Attila és zenésztársai, hagyományos népi hangszerekre át dolgozták az együttes néhány dalát, amely arany lemez lett. Majd 2019-ben ezt meg ismételve Attila által 2015-ben alapított Pittyendáré Zenekar nevű formációban ki adták a Kárpátia Zenekarral közösen a Bujdosók II albumukat mely szintén aranylemez lett. Sajnos a Covid miatt elmaradt a tervezett közös fellépésük.
2010-ben megjelent "Kárpátok, zengjetek! – Petrás Jánossal beszélget Benkei Ildikó" című, 156 oldalas, puhatáblás, ragasztókötött riportkönyve (ISBN azonosító: 9789636623524, Kairosz Kiadó).
2013. március 14-én 14:00-kor Balog Zoltán, az Emberi Erőforrások Minisztere a nemzeti ünnep alkalmából, a köztársasági elnök megbízásából Arany Érdemkereszt-kitüntetést adott Petrás Jánosnak – "A kitüntetési javaslat előterjesztését tartalmazó akta indoklásában valóban adminisztrációs hiba volt"
2015-ben alapított Felvidéki Kárpátia tribute band – tagjai Felvidékről, Mátyusföldről valók. A működésükkel adják meg a tiszteletet a zenekarnak, hogy a gondolataikat közvetítik, Kárpátia zenekartól nem csak a beleegyezést kapták meg a dalok játszásához, de a lehetőséget is, hogy koncertjeiken is fellépjenek.
2019. január 29. Balassagyarmat város önkormányzata, "CIVITAS FORTISSIMA" emlékérmet adományozott a Kárpátia Zenekarnak
2019. június 26. Kárpátia – Magyarnak születtem című (NKA által is támogatott) dokumentum filmjének Ősbemutatója Budapesten a Kőrösi Csoma Sándor Kőbányai Kulturális Központban. Film rendező-producere Bicskei Éva.
2020. április 9. A zenekar hivatalos YouTube csatornáján tette közzé a Kis fehér virágok című daluk 2020-as változatát, zongorán újragondolta Nagy Zsolt Liszi
2020. november 6. Kalapács – Kikalapált dalok címmel megjelenő Tribut albumon a Kalapács együttes Angyal című számát dolgozták fel Sicu közreműködésével.
2022. Az utolsó szó jogán – Molics Zsolt emléklemezén
Farkas című dalban Szijártó Zsolt – gitár, 
Lement a nap című számban pedig Petrás János – ének, basszusgitár vett részt.
2023. Ezüst YouTube Alkotói díj az elért 100 ezer feliratkozó után.
2025.06.10. Meglepő ajándékkal kedveskedik a hazai és határon túli nyolcadik osztályos magyar diákoknak idén a kormány: június 10-én, Szadán mutatkozott be ugyanis a Magyar Élet – Magyar Ének című kötet, amelyről Hankó Balázs kultúráért és innovációért felelős miniszter rántotta le a leplet. A könyv számos dalát és kottáját is tartalmazza a Zenekarnak.
Ez a különleges dalgyűjtemény 88 232 példányban a hazai végzős diákokhoz és további 15000 példányban a határon túli magyar közösségekhez is elér majd.